# Aardgascondensaat
Aardgascondensaat bestaat uit een mengsel van stoffen, hoofdzakelijk koolwaterstoffen, die condenseren bij de winning van aardgas als gevolg van de temperatuur- en drukverlaging die optreedt bij gasbehandeling. Het condensaat wordt verzameld en naar een olieraffinaderij afgevoerd voor raffinage.
Aardgascondensaat is giftig en bestaat doorgaans uit:
- C5 als pentaan - 5-70% gewicht
- C6 als hexaan, cyclohexaan en benzeen- 25-95% gewicht
- C7 als heptaan en tolueen - 25-95% gewicht
- C8 als octaan, ethylbenzeen en xyleen - 25-95% gewicht
- andere koolwaterstoffen, tot C14